# لا موت بيكيه - غرونال (مترو باريس)
لا موت بيكيه - غرونال (بالفرنسية: La Motte-Picquet – Grenelle)‏ هي محطة مترو تابعة لمترو باريس تقع في فرنسا في الدائرة الخامسة عشرة في باريس.[بحاجة لمصدر]